# Samuel Niclas Casström
Samuel Niclas Casström, född 4 december 1763 i Uppsala, död 15 december 1827, var en svensk ämbetsman.
Casström blev 1786 kanslist i kanslikollegiets expedition och 1789 kommissionssekreterare i Warszawa, där han kvarstannade till Polens delning 1795. Sedan tjänstgjorde han som legationssekreterare på flera ställen och förestod slutligen såsom chargé d'affaires den svenska beskickningen i Dresden. Efter sin återkomst till Sverige utnämndes han 1808 till kommerseråd och utsågs 1816 att såsom växelkontrollör följa växelhandelns gång. År 1812 blev han ledamot av Vetenskapsakademien och 1820 inspektor för "akademiens botaniska museum" (sedermera Naturhistoriska riksmuseets botaniska avdelning).
Casström studerade även geografi och hade en utmärkt kartsamling, som 1815 inköptes av regeringen och nu förvaras i Krigsarkivet. Sina betydande samlingar av bland annat insekter, snäckor, växter och mineral skänkte han till Vetenskapsakademien. I sin ungdom uppträdde han ofta som poet och fick 1786 accessit (silvermedalj) av Svenska Akademien, för ett Äreminne öfver Lennart Torstensson, och 1787 Stora priset, för odet Försynen.